# Rob Smith (futebolista)
Robert “Rob” Smith (20 de agosto de 1973) é um ex-futebolista profissional estadunidense que atuava como meia.

## Carreira
Rob Smith representou a Seleção Estadunidense de Futebol nas Olimpíadas de 1996, quando atuou em casa.